# Пульмонологія
Пульмонологія (від лат. pulmo (pulmonis) — «легеня» та грец. λόγος — «вчення») — розділ клінічної медицини, що вивчає хвороби органів дихання: трахеї, бронхів, легень і плеври.
Пульмонологія як самостійний розділ медицини відокремилася від фтизіатрії та онкології у другій половині XX століття. Цьому сприяло зростання захворюваності на хронічні неспецифічні захворювання легень (ХНЗЛ), зокрема бронхіт.
У сучасній пульмонології застосовують низку спеціальних методів дослідження:
- Рентгенологічні: томографія, бронхографія, ангіопульмографія, пневмомедіастинографія тощо;
- Ендоскопічні: трахеобронхоскопія, плевроскопія;
- Функціональної діагностики: дослідження функції зовнішнього дихання, кровообігу в легенях;
- Лабораторні дослідження;
- Біопсії: аспіраційна та пункційна.